# Championnat de Tanzanie de football 2008-2009
Navigation
Édition précédente Édition suivante
La saison 2008-2009 du championnat de Tanzanie est la 45e édition du Championnat de Tanzanie de football. Le championnat oppose douze clubs tanzaniens.

## Équipes

### Participants et locations
Légende des couleurs
- Tour préliminaire de la Ligue des champions 2009
- Tour préliminaire de la Coupe de la confédération 2009
- Promu de Division 1

| Club              | Ville         | Stade                           | Capacité |
| ----------------- | ------------- | ------------------------------- | -------- |
| Azam FC           | Dar es Salaam | Chamazi Stadium                 | 7 000    |
| JKT Ruvu Stars    | Dodoma        | Jamhuri Stadium                 | 10 000   |
| Kagera Sugar      | Bukoba        | Kaitaba Stadium                 | 5 000    |
| Moro United       | Morogoro      | Jamhuri Stadium                 | 10 000   |
| Mtibwa Sugar      | Turiani       | Jamhuri Stadium                 | 10 000   |
| Polisi Dodoma     | Dodoma        | Jamhuri Stadium                 | 10 000   |
| Polisi Morogoro   | Morogoro      | Jamhuri Stadium                 | 10 000   |
| Prisons FC        | Mbeya         | Sokoine Stadium                 | 10 000   |
| Simba SC          | Dar es Salaam | Benjamin Mkapa National Stadium | 60 000   |
| Toto African      | Mwanza        | Stade CCM Kirumba               | 35 000   |
| Villa SC          | Dar es Salaam | Chamazi Stadium                 | 7 000    |
| Young Africans FC | Dar es Salaam | Benjamin Mkapa National Stadium | 60 000   |

## Compétition

### Classement
Le classement est établi sur le barème de points classique (victoire à 3 points, match nul à 1, défaite à 0).
Pour départager les égalités, on tient d'abord compte de la différence de buts générale, puis du nombre de buts marqués, puis des confrontations directes.
| Rang | Équipe           | Pts | J  | G  | N | P  | Bp | Bc | Diff |
| ---- | ---------------- | --- | -- | -- | - | -- | -- | -- | ---- |
| 1    | Young Africans T | 51  | 22 | 16 | 3 | 3  | 42 | 18 | +24  |
| 2    | Simba SC         | 40  | 22 | 12 | 4 | 6  | 32 | 21 | +11  |
| 3    | Mtibwa Sugar     | 38  | 22 | 11 | 5 | 6  | 32 | 19 | +13  |
| 4    | JKT Ruvu Stars   | 33  | 22 | 8  | 9 | 5  | 30 | 24 | +6   |
| 5    | Prisons FC       | 32  | 22 | 9  | 5 | 8  | 23 | 28 | -5   |
| 6    | Kagera Sugar     | 29  | 22 | 8  | 5 | 9  | 18 | 21 | -3   |
| 7    | Toto African     | 28  | 22 | 8  | 4 | 10 | 20 | 24 | -4   |
| 8    | Azam FC P        | 26  | 22 | 7  | 5 | 10 | 28 | 30 | -2   |
| 9    | Moro United      | 25  | 22 | 6  | 7 | 9  | 31 | 31 | 0    |
| 10   | Polisi Morogoro  | 25  | 22 | 6  | 7 | 9  | 24 | 24 | 0    |
| 11   | Polisi Dodoma    | 18  | 22 | 3  | 9 | 10 | 14 | 25 | -11  |
| 12   | Villa SC P       | 18  | 22 | 5  | 3 | 14 | 24 | 53 | -29  |

Qualifications
Ligue des champions 2010
- 1er : tour préliminaire

Coupe de la confédération 2010
- 2e  : tour préliminaire

Relégation
- 10e, 11e et 12e : relégation en Division 1

Abréviations
T : Tenant du titre

P : Promus de Division 1